# Norddeutsche Kirchliche Versorgungskasse für Pfarrer und Kirchenbeamte
Die Norddeutsche Kirchliche Versorgungskasse für Pfarrer und Kirchenbeamte (NKVK) wurde 1974 gemeinsam von der Evangelisch-lutherischen Landeskirche Hannovers, der Evangelisch-lutherischen Landeskirche in Braunschweig, der Evangelisch-Lutherischen Kirche in Oldenburg und der Evangelisch-Lutherischen Landeskirche Schaumburg-Lippe gegründet und ist als kirchliche Versorgungskasse tätig. Sie hat ihren Sitz in der Arnswaldstraße 12–14 in Hannover.

## Aufgaben
Die Kasse hat die Aufgabe für die Erfüllung der Versorgungs- und Pensionsansprüche von Pastoren und Kirchenbeamten und deren Verbliebenen der Mitgliedskirchen zu sorgen. Zu den Ansprüchen gehören Beihilfen in Krankheits-, Geburts- und Todesfällen, bei Kuren, Zahnersatz oder Medikamenten.
Die NKVK ist für 5400 Versorgungsempfänger zuständig und weist eine Bilanzsumme von 1,8 Milliarden Euro aus (Stand: 2012). Sie ist Mitglied in der Arbeitsgemeinschaft kommunale und kirchliche Altersversorgung.